# Ford Laser
Ford Laser — компактный автомобиль, продававшийся компанией Ford в Азии, Океании, Африке и части Южной Америки и Mazda в Австралии, Новой Зеландии и Европе. В основном была доступна в кузовах седан и хетчбэк, тем не менее, в отдельных магазинах встречались универсалы и пикапы.

## Связь с Mazda 323
Ford Laser был рестайлинговой версией моделей Familia/323, выпускаемых Маздой в Японии с 1980-х. В Австралии, Новой Зеландии и Европе, где Форд был «местной» маркой, Laser продавался Маздой, а в соседних азиатских странах, таких как Сингапур, Малайзия и Гонконг, где хорошо были известны японские машины, продавалась Фордом. В Южной Америке, Африке Laser продавался, постольку поскольку тут велась его сборка.

## KA/KB
KA: 1981—1983, KB: 1983—1985.
Характеристики двигателей:
- Mazda E1, 41 кВт 1,1л Карб. 8V SOHC («L» и «GL» Новозеландские модели)
- Mazda E3, 49 кВт 1,3л Карб. 8V SOHC («L» и «GL» модели)
- Mazda E5, 54 кВт 1,5л Карб. 8V SOHC («L», «GL» и «GHIA» модели)
- Mazda E5, 59 кВт 1,5л двойн. Карб. 8V SOHC («Sports» модели)
- Mazda E5T, 78 кВт 1,5л Карб. 8V SOHC Turbo (ограниченные «Turbo» модели)
- Mazda E5T, 85 кВт 1,5л EFI 8V SOHC Turbo («Turbo» Японские модели)

## KC/KE
Характеристики двигателей:
- Mazda E3, 49 кВт 1,3л Карб. 8V SOHC («L» и «GL» модели)
- Mazda E5T, 85 кВт 1,5л EFI 8V SOHC Turbo («Cabriolet» Японские модели)
- Mazda B6, 53 кВт 1,6л Карб. 8V SOHC («GL» и «GHIA» модели)
- Mazda B6, 62 кВт 1,6л EFI 8V SOHC (опционально на «GHIA» моделях и стандартно на «TX3» моделях)
- Mazda B6T, 100 кВт 1,6л EFI 16V DOHC Turbo («TX3 Turbo» и «Turbo 4WD» моделях)
- Mazda PN, 44 кВт 1,7л дизель

## KF/KH
Данное поколение послужило основой для североамериканского Ford Escort второго поколения.
Характеристики двигателей:
- Mazda B6-2E, 64 кВт 1,6л Carb 16V SOHC («L», «XL», «GL», «Horizon», «Livewire» и «Indy» модели)
- Mazda BP SOHC или он же B8, 76 кВт 1,8л F/I 16V SOHC («GHIA», «S» и «GLi» модели)
- Mazda BP DOHC, 92 кВт 1,8л F/I 16V DOHC («TX3 non-turbo» модели)
- Mazda BPT, 117 кВт 1,8л F/I 16V DOHC Turbo («TX3 Turbo» и «Turbo 4WD» модели)

## KJ/KL
Новый Laser KJ был представлен в 1994 году и стал первой моделью полностью импортируемой из Японии, после чего австралийское отделение Ford решило закрыться. Ford Laser KJ имел сильные отличия от предыдущих моделей KH. Тем не менее, модель стала провальной и разочаровала своими продажами, в основном в силу того, что более популярной была мелкая Festiva и также корейские модели.
Характеристики двигателей:
Mazda B6, 80кВт, 1,6л, 16V, DOHC («LXi» модели)
Mazda BP, 92кВт, 1,8л, 16V, DOHC («GLXi» и некоторые «LXi» модели)

## KN/KQ
Характеристики двигателей:
- Mazda 1,8л FP-DE DOHC I4 («GHIA», «S» и «GLi» модели)
- Mazda 2,0л FS, 130 л.с. (97 кВт) и 183 Н·м
- Mazda 2,0л FS-ZE (2001 Sport 20)
- 1,6л ZM-DE 104 л.с. (72 кВт) (145 Н·м)